# سدیم فریوکسالات
سدیم فریوکسالات (به انگلیسی: Sodium ferrioxalate) یک ترکیب شیمیایی است. که جرم مولی آن ۳۸۸٫۸۸ g/mol می‌باشد. 